# Eglė
Eglė lub Eglija – żeńskie imię bałtyckie. Z lit. eglė, co znaczy świerk.

## Osoby
- Eglė Vaičytė – litewska prezenterka telewizyjna
- Eglė Pakšytė – wokalistka zespołu Žalvarinis

## Mitologia
- Eglė – postać z litewskiej legendy